# Christoph Menz
Christoph Menz (ur. 15 kwietnia 1982 roku w Suhl) – niemiecki narciarz, specjalista kombinacji norweskiej.

## Kariera
Po raz pierwszy na arenie międzynarodowej Christoph Menz pojawił się 25 sierpnia 2000 roku, kiedy wystartował w zawodach Letniego Grand Prix w kombinacji norweskiej w Klingenthal. Zajął wtedy 32. miejsce w konkursie rozgrywanym metodą Gundersena. W 2002 roku wystartował na mistrzostwach świata juniorów w Schonach, gdzie wystąpił tylko w Gundersenie, rywalizację kończąc na 33. pozycji.
W Pucharze Świata B (obecnie Puchar Kontynentalny) zadebiutował sezonie 1999/2000, który ukończył ostatecznie na 71. miejscu. Nigdy nie stanął na podium zawodów tego cyklu, najlepszy wynik osiągając 23 stycznia 2003 roku w Klingenthal, gdzie zajął dziewiąte miejsce w sprincie. W klasyfikacji generalnej najlepiej wypadł w sezonie 2000/2001, w którym zajął 58. miejsce. Jego jedyny start w Pucharze Świata miał miejsce 9 stycznia 2002 roku w Val di Fiemme, gdzie wraz z kolegami zajął ósme miejsce w sztafecie.
Baza FIS błędnie przypisuje mu zdobycie złotego medalu podczas Mistrzostw Świata Juniorów w Narciarstwie Klasycznym 2001 – w rzeczywistości w składzie niemieckiego zespołu wystąpił wówczas Matthias Menz.

## Osiągnięcia

### Mistrzostwa świata juniorów
| Miejsce | Dzień       | Rok  | Miejscowość | Konkurencja         | Wynik zwycięzcy | Strata  | Zwycięzca        |
| ------- | ----------- | ---- | ----------- | ------------------- | --------------- | ------- | ---------------- |
| 33.     | 23 stycznia | 2002 | Schonach    | Gundersen K90/10 km | 30:54,2         | +6:25,0 | Björn Kircheisen |

### Puchar Kontynentalny

#### Miejsca w klasyfikacji generalnej
- sezon 1999/2000: 71.
- sezon 2000/2001: 59.
- sezon 2001/2002: 63.
- sezon 2002/2003: -
- sezon 2003/2004: 74.

### Letnie Grand Prix

#### Miejsca w klasyfikacji generalnej
- 2000: 52.
- 2003: 26.
- 2004: 63.